# Eticiclidina
La eticiclidina (también conocida como PCE) es una droga anestésica sintética disociativa con efectos alucinógenos.  Se comercializó en forma de clorhidrato de eticiclidina. La eticiclidina posee un sabor desagradable y su tendencia a causar náuseas la hizo menos aceptada por los usuarios. 

## Química farmacológica
La eticiclidina es similar en efectos a la fenciclidina, pero es ligeramente más potente debido al alargamiento de la cadena de alquilo de metilo a etilo. El hecho de que la eticiclidina se metaboliza y excreta más lentamente que la fenciclidina puede dar cuenta de los efectos psicotrópicos mayores de la droga.

## Historia
Fue desarrollada por Parke-Davis en la década de 1970 y se evaluó su potencial anestésico bajo el nombre código IC-400, pero la investigación de la eticiclidina no continuó después del desarrollo de la ketamina, una droga similar con propiedades más favorables. Entre sus profármacos se encuentra la dieticiclidina.

## Farmacología cerebral
La actividad rítmica lenta (ARL) en el hipocampo y la actividad rápida de bajo voltaje (ARBV) en el neocórtex se producen en estrecha correlación con los cambios espontáneos en la postura, el movimiento de la cabeza, el caminar, nadar o luchar cuando se es sostenido. Las investigaciones han indicado que tales  atropina-resistente a actividad rítmica lenta y actividad rápida de bajo voltaje dependen de la serotonina cerebral. En los experimentos publicados, a las ratas atropinizadas se les dio un fármaco de ensayo o una inyección de control mientras se registraba la actividad del hipocampo y el neocórtex y el comportamiento. La eticiclidina reprime fuertemente la actividad rítmica lenta y actividad rápida de bajo voltaje resistentes a atropina en dosis que eran compatibles con el comportamiento activo. Se sugiere que el efecto psicotomimético de la fenciclidina y los opioides psicotomiméticos se debe, al menos en parte, a la supresión de la activación de la corteza cerebral dependiente de la serotonina.

## Estado legal
Debido a su similitud en los efectos con la fenciclidina, la eticiclidina se colocó bajo fiscalización internacional en la década de 1970, aunque sólo fue brevemente abusada en los años 1970 y 1980 y hoy en día se conoce poco.